# Maria Rosa Mística
Maria Rosa Mística não é o título de um Sermão de padre António Vieira, mas sim o nome dado, pelo seu autor, a um conjunto de 30 Sermões publicados em dois tomos: o primeiro impresso no ano de 1686, e o segundo em 1688, ambos em Lisboa. O assunto, comum a todos os trinta Sermões que constituem Maria Rosa Mística, é a Virgem Maria e o seu Rosário. De acordo com o texto que padre António Vieira fez imprimir na página de rosto, em ambos os volumes, esta obra foi feita “em cumprimento de um voto feito, e repetido em grandes perigos da vida, de que por sua imensa benignidade, e poderosíssima intercessão sempre saiu livre”.  